# Замкова-Воля
Замкова-Воля (пол. Zamkowa Wola) — село в Польщі, у гміні Лаґув Келецького повіту Свентокшиського воєводства.
Населення — 337 осіб (2011).
У 1975-1998 роках село належало до Келецького воєводства.

## Демографія
Демографічна структура на день 31 березня 2011 року:
|          | Загалом | Допрацездатний вік | Працездатний вік | Постпрацездатний вік |
| -------- | ------- | ------------------ | ---------------- | -------------------- |
| Чоловіки | 165     | 33                 | 112              | 20                   |
| Жінки    | 172     | 47                 | 87               | 38                   |
| Разом    | 337     | 80                 | 199              | 58                   |